# Chassis

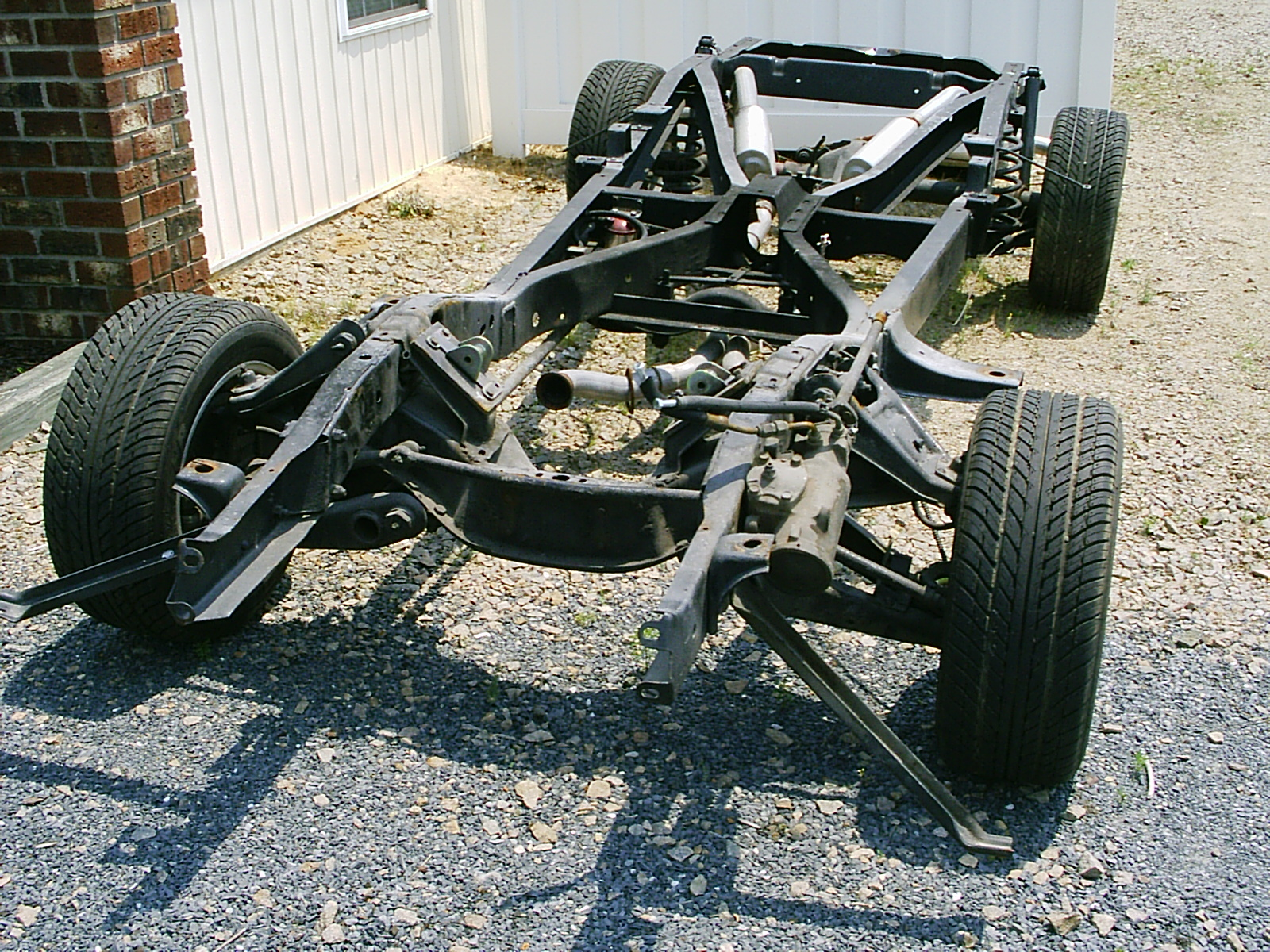
Een chassis (met vering- en uitlaatsysteem)

Voor de term chassis bestaan twee definities. De officiële definitie van een voertuigchassis is: een compleet rijdbaar onderstel van een voertuig, zonder enige opbouw. Dit houdt in dat bij het chassis ook alle aandrijvende onderdelen, zoals de motor, de aandrijflijn en de brandstoftank horen. Een meer gangbare term hiervoor is: een "rijdend chassis".
In de begintijd van de auto was het gebruikelijk dat men een chassis kocht, wat het merk van de auto bepaalde, en dat de auto door een carrosseriebouwer van een koetswerk voorzien werd. Bij autobussen is dit nog steeds gebruikelijk. Met een chassis kan men dus al rijden. Voorbeeld hiervan is een chassis zoals dat door vrachtautofabrikanten (bijvoorbeeld DAF) aan busbouwers geleverd wordt. Vrachtwagens worden meestal geleverd in de vorm van chassis met cabine, dat door de koper van een opbouw kan worden voorzien volgens eigen wensen of eisen. Ook bestelwagens zijn in deze vorm leverbaar.
Een meer gebruikelijke definitie, die eigenlijk alleen op het chassisraamwerk past, is:
- Het chassis is het dragende deel van een motorvoertuig, waaraan de aandrijflijn, wielophanging en carrosserie worden gemonteerd. Het is als het ware de ruggengraat van een motorvoertuig.

Het chassis bestaat bij vrachtwagens doorgaans uit twee balken, langsliggers genaamd, die door middel van dwarsverbindingen aan elkaar zijn gekoppeld. Dit type heet een ladderchassis en wordt voornamelijk toegepast bij vrachtwagens en terreinvoertuigen. Het chassis wordt in het algemeen in staal uitgevoerd, waarbij stalen U-vormige profielen worden toegepast.

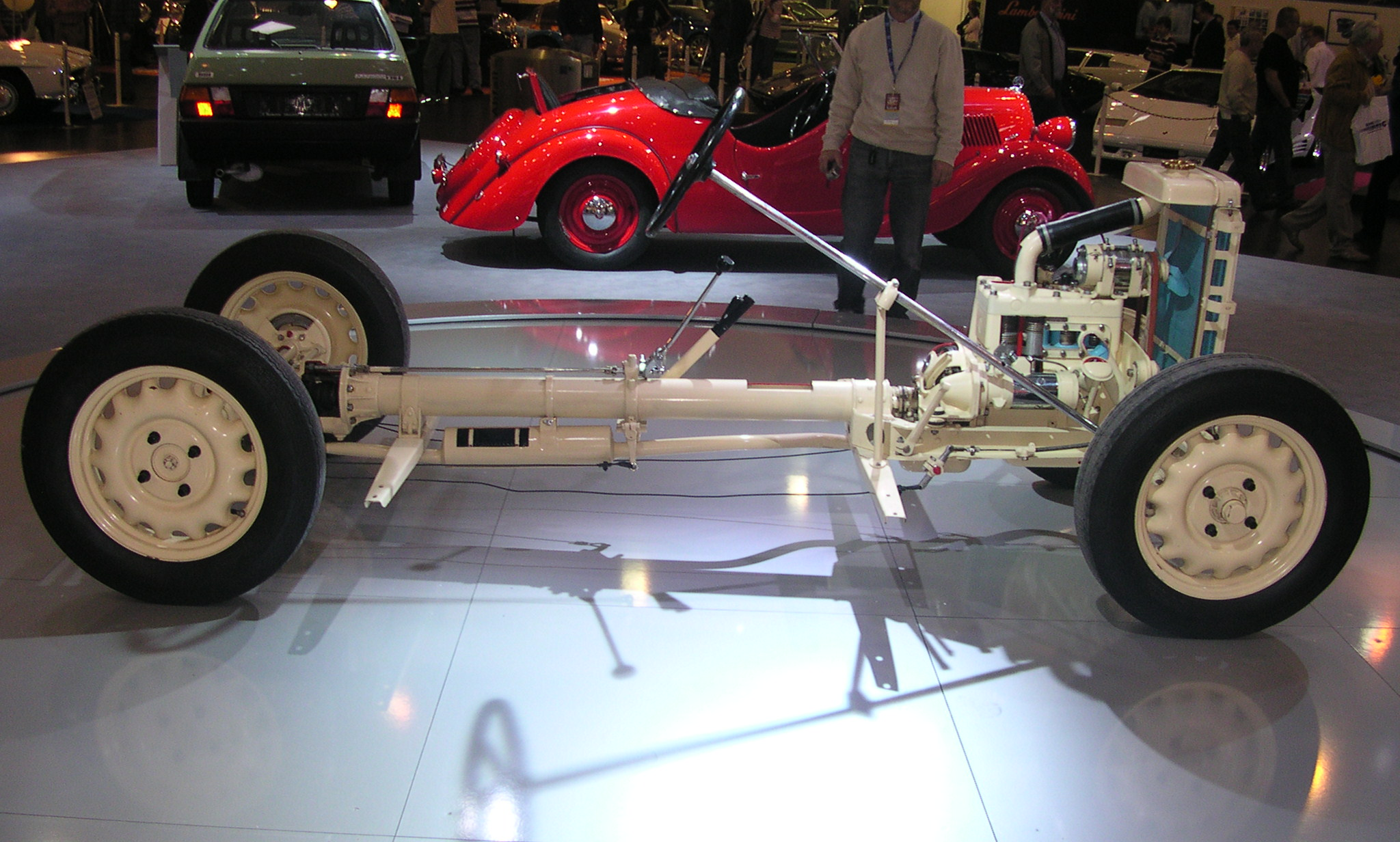
Het ruggengraatchassis van de vooroorlogse Škoda Popular

Varianten hierop zijn ronde (Mercedes-Benz MB100) of rechthoekige kokerprofielen, dubbele Ω-vormige profielen (bestelwagens met chassis-cabine) en oorspronkelijk ook H-vormige profielen. In het begin van de autoproductie werd ook hout toegepast (zoals nu ook nog bij Morgan). Een andere variant uit de beginjaren van de autoproductie is een constructie waarbij het chassis bestaat uit één centrale draagbalk in de lengterichting, aan beide kanten voorzien van dwarsgeplaatste uitsteeksels die de carrosserie dragen. Dit type heet een ruggengraatchassis.
Tegenwoordig hebben veel voertuigen, zoals touringcars en personenauto's geen chassis, maar een zelfdragende carrosserie (monocoque), of een ruimtelijke structuur (spaceframe) (Spyker, Donkervoort, Renault Espace 1, Bova Futura).
Op het chassis staat ergens het chassisnummer dat ter identificatie van het voertuig wordt gebruikt.